# Ellen Andrée
Ellen Andrée, egentligen Hélène Marie André, född 7 mars 1856 i Paris, död där 9 december 1933, var en fransk skådespelerska och konstnärsmodell. Hon är framför allt känd för att hon porträtterats i flera viktiga impressionistiska målningar av konstnärer som Édouard Manet, Edgar Degas och Auguste Renoir.

## Urval av målningar
| Bild | Konstnär | Titel                             | År        | Storlek (cm) | Museum                    | Stad                |
| ---- | -------- | --------------------------------- | --------- | ------------ | ------------------------- | ------------------- |
|      | Degas    | Absinten                          | 1875–1876 | 92 x 69      | Musée d'Orsay             | Paris               |
|      | Manet    | Jeune femme blonde aux yeux bleus | 1877      | 60 × 50      | Musée d'Orsay             | Paris               |
|      | Manet    | Plommonbrännvin                   | 1877      | 74 × 50      | National Gallery of Art   | Washington D.C.     |
|      | Gervex   | Rolla                             | 1878      | 175 x 220    | Musée des Beaux-Arts      | Bordeaux            |
|      | Manet    | Au café                           | 1878      | 77 × 83      | Sammlung Oskar Reinhart   | Winterthur, Schweiz |
|      | Manet    | Chez la Père                      | 1879      | 112 x 92     | Musée des Beaux-Arts      | Tournai, Belgien    |
|      | Renoir   | Efter frukosten                   | 1879      | 101 × 81     | Städelsches Kunstinstitut | Frankfurt am Main   |
|      | Renoir   | Roddarnas frukost                 | 1880–1881 | 130 x 176    | Phillips Collection       | Washington D.C.     |
|      | Manet    | Parisiska                         | 1883      | 192 x 125    | Nationalmuseum            | Stockholm           |
|      | Gervex   | Avant l'opération                 | 1887      | 242 × 188    | Musée d'Orsay             | Paris               |
|      | Dantan   | Avgjutning efter levande modell   | 1887      | 165 × 132    | Göteborgs konstmuseum     | Göteborg            |